# Wald (Haut-Palatinat)
Pour les articles homonymes, voir Wald.
Wald est une commune de Bavière (Allemagne), située dans l'arrondissement de Cham, dans le district du Haut-Palatinat.

## Jumelage
- Wald (Allemagne) depuis 1997